# 台湾国民党
台湾国民党（たいわんこくみんとう）は、台湾の政党。略称は台国党（たいこくとう）。政治的立場は台湾民族主義に属する。

## 概要
2005年7月30日に台湾南投県埔里鎮で、結党を宣言して党主席に廖国安を選出したが、党組織に関する規定が不備で内政部に認可されなかった。
2007年5月27日に台湾で126番目の政党として認可され、桃園で結党大会を開催した。大会で、台湾の埔里から台湾の観点で世界を俯瞰する方針を定め、台湾本土意識と台湾正名運動の支持を表明した。党が精神的指導者と仰ぐ李登輝を唯一の貴賓として招待するも健康上の理由で欠席となるが、台湾団結連盟南投県支部の陳啓吉、民主進歩党の蔡煌瑯などが出席した。
中国国民党と無関係だが類似する党名に、馬英九は台湾の政局に混乱を招くと批判して無視している。